# Sitamarhi
Sitamarhi est une ville indienne située dans le district de Sitamarhi dans l'état du Bihar.
En 2001, sa population était de 56 769 habitants.

## Source de la traduction
- (en) Cet article est partiellement ou en totalité issu de l’article de Wikipédia en anglais intitulé « Sitamarhi » (voir la liste des auteurs).